# پائولو روفینی
پائولو روفینی (انگلیسی: Paolo Ruffini; ۲۲ سپتامبر ۱۷۶۵ – ۱۰ مهٔ ۱۸۲۲) ریاضی‌دان و فیلسوف اهل ایتالیا بود. او در سال ۱۷۸۸ مدرک دانشگاهی اش را در زمینهٔ فلسفه، پزشکی/جراحی و ریاضیات دریافت کرد. از جمله کارهایش می‌توان به اثبات ناتمام اینکه معادلات درجهٔ پنج و بالاتر نمی‌توانند با ریشه عدد حل شوند (نظریه آبل-روفینی سال ۱۷۹۹) اشاره کرد. همچنین قانون روفینی که روش سریعی برای تقسیم چندجمله‌ای‌ها ارائه می‌کند نیز از جمله دیگر کارهای او است. روفینی در نظریه گروه‌ها و احتمالات و تربیع دایره نیز مشارکت داشته است.
او هم به عنوان استاد ریاضیات و هم به عنوان پزشک فعالیت می‌کرد و کارهای علمی در رابطه با تیفوس انجام داد.